# Tyrannochthonius bispinosus
Tyrannochthonius bispinosus és una espècie d'aràcnid de l'ordre Pseudoscorpionida de la família Chthoniidae.

## Distribució geogràfica
Es troba a l'Índia.